# Amniscus
Amniscus es un género de escarabajos longicornios de la tribu Acanthocinini.

## Especies
- Amniscus assimilis (Gahan, 1895)
- Amniscus praemorsus (Fabricius, 1792)
- Amniscus similis (Gahan, 1895)